# 瑠璃垣夜子の遺言
『瑠璃垣夜子の遺言』（るりがきよるこのゆいごん）は、宮下未紀による日本の漫画作品。『月刊コミックブレイド』（マッグガーデン）にて2011年3月号から2014年9月号まで、最終夜をオンライン雑誌『コミックブレイド』2014年10月配信分で連載された。

## 登場人物
瑠璃垣 夜子（るりがき よるこ）
ライカ
瑠璃垣 龍一郎（るりがき りゅういちろう）
瑠璃垣 雷花（るりがき らいか）
横浜少女失踪事件の行方不明少女。龍一郎に殺害された。
水永 怜（みずなが れい）
夜子の幼馴染でクラスが一緒。
淋代 凜（さびしろ りん）
夜子の幼馴染。母子家庭。愛称はしろりん。
十川 二三（そがわ ふたみ）
夜子の幼馴染。文芸部の部長。雷花にべったりだった。
巽 有左（たつみ ありさ）
雷花の父。
瑠璃垣 千花（るりがき ちか）
雷花の母。
瑠璃垣 風花（るりがき ふうか）
半年前に他界。
梨緒奈（りおな）
瑠璃垣家のメイド。

## 書誌情報
- 宮下未紀『瑠璃垣夜子の遺言』マッグガーデン〈BLADE COMICS〉、全3巻
  1. 2012年4月25日第1刷発行、2012年4月10日発売 ISBN 978-4-86127-979-9
  2. 2013年10月25日第1刷発行、2013年10月10日発売 ISBN 978-4-8000-0216-7
  3. 2014年11月25日第1刷発行、2014年11月10日発売 ISBN 978-4-8000-0378-2